# Biwisch
Biwisch (luxemburgisch Biweschⓘ) ist eine Ortschaft in der Gemeinde Ulflingen, Kanton Clerf im Großherzogtum Luxemburg.

## Lage
Biwisch liegt in einer kleinen Mulde westlich von Ulflingen. Nachbarorte sind im Osten Ulflingen und im Süden Asselborn.  

## Allgemeines
Der kleine Ort Biwisch besteht bereits seit mehr als 1000 Jahren und besteht größtenteils aus freistehenden Häusern. In der Ortsmitte steht die bereits 920 erstmals urkundlich erwähnte Kapelle St. Agatha. Bis zum 20. Juli 1925 gehörte Biwisch zur Gemeinde Asselborn.